# Czekoladowy sekret
Czekoladowy sekret (Consuming Passions) – brytyjska czarna komedia z 1988 roku w reżyserii Gilesa Fostera. Stanowi filmową adaptację sztuki Secrets, napisanej w 1973 dla Teatru Telewizji BBC przez Michaela Palina i Terry'ego Jonesa, członków słynnej grupy Monty Python.

## Opis fabuły
Ian jest młodym, żądnym sukcesu mężczyzną, nieco nieśmiałym i zakompleksionym. Właśnie ma rozpocząć staż w renomowanej, choć obecnie trochę podupadłej, fabryce czekoladek. W wyniku nieszczęśliwego zbiegu okoliczności, już pierwszego dnia zabija trzech pracowników zakładu, wrzucając ich niechcący do kadzi z czekoladą. Maleńkie fragmenty ich ciał trafiają do czekoladek, te zaś do sklepów. Ku zdumieniu kierownictwa zakładu, ta partia łakoci zbiera znacznie lepsze oceny konsumentów niż czekoladki bez owego specjalnego "składnika". Szefowie firmy zmuszają Iana, aby dyskretnie skupował ciała zmarłych osób od szpitali, zakładów pogrzebowych itd., a następnie dodawał je do czekolady.

## Obsada
- Tyler Butterworth jako Ian
- Jonathan Pryce jako Pan Farris
- Freddie Jones jako Pan Chumley
- Vanessa Redgrave jako Pani Garza
- Prunella Scales jako Ethel
- Sammi Davis jako Felicity
- Mary Healy jako Pani Eggleston

i inni